# Fonds patrimonial du jeu de société
Le Fonds patrimonial du jeu de société (FPJS) est une plateforme fédérative de recherche de l'Université Sorbonne Paris Nord (Paris 13). Il s'agit d'une collection patrimoniale et scientifique rassemblant plus de 20 000 jeux de société (jeux de rôle sur table inclus) du XIXe siècle à nos jours. Il est géré conjointement par l’Université Sorbonne-Paris-Nord et le Centre Ludique de Boulogne-Billancourt (CLuBB) sur le campus de Villetaneuse depuis 2020.

## Historique
Le Fonds patrimonial du jeu de société,, ou FPJS, a connu plusieurs étapes clefs avant d’être le fonds aujourd’hui conservé à l’Université Sorbonne-Paris-Nord.
Son histoire commence en 1977 lorsqu'est créé le premier Concours international des Créateurs de Jeux de Société de Boulogne Billancourt, remporté par Claude Vieux et son jeu Takito et édité en 1978 chez Jeux Descartes.
Deux ans plus tard, en 1979, se tient une grande exposition historique sur l’univers des jeux de société organisée au Centre Culturel de Boulogne-Billancourt appelée "Festival des Jeux de société", le deuxième festival organisé par le centre. Un championnat des jeux présentés est organisé par Pierre Berloquin. Ce dernier y présente différents jeux auxquels peuvent jouer les visiteurs, dont le prototype du premier jeu en extérieur, ou jeu de société urbain, qui, dans le cas de ce prototype, se joue sur un damier géant avec des galets comme un jeu de dames, attendant que viennent les passants pour être utilisé.
La ludothèque de Boulogne-Billancourt est ouverte en 1980. Dix ans plus tard, en 1990, elle devient une association loi de 1901.
En 2007, la ludothèque fait l’acquisition d’une importante collection de jeux américains grâce au mécénat et à une subvention du Conseil Général 92, aujourd'hui renommé Conseil Départemental des Hauts-de-Seine. Il s’agit de la collection de l'Américain Bruce Whitehill. Son fonds conséquent constitue un tiers de la collection du Fonds patrimonial du jeu de société à lui tout seul. Il s’agit de jeux américains du milieu du XIXe siècle aux années 1980.
La Ludothèque de Boulogne-Billancourt change de nom en 2008 et devient le Centre National du Jeu, ou CNJ.
En 2012 sont inaugurés de nouveaux locaux entièrement destinés à la découverte et la pratique du jeu.
Six ans plus tard, en 2018, le Centre National du Jeu change à nouveau de nom et devient le Centre Ludique de Boulogne-Billancourt, ou CLuBB, afin de réaffirmer l’identité boulonnaise qui avait disparu dans l’ancien nom du centre.
En 2020, la collection du CluBB est cédée à l’Université Sorbonne-Paris-Nord pour devenir le Fonds patrimonial du jeu de société. Les jeux sont conservés dans les locaux de l'université qui l’héberge dans des boîtes les regroupant sur des dizaines d'étagères, au 99 avenue Jean-Baptiste Clément à Villetaneuse.
En 2022, le Fonds patrimonial du jeu de société obtient par le GIS CollEx-Persée le label CollEx, de son nom complet “Collection d’Excellence pour la recherche”.
En décembre 2023, le fonds est complété par un don d'environ 4 000 jeux de Tric Trac à la suite de la fermeture du site.

## Tutelles
Plusieurs institutions gèrent le Fonds patrimonial du jeu de société : l’Université Sorbonne-Paris-Nordet le Centre Ludique de Boulogne-Billancourt.

### Centre Ludique de Boulogne-Billancourt

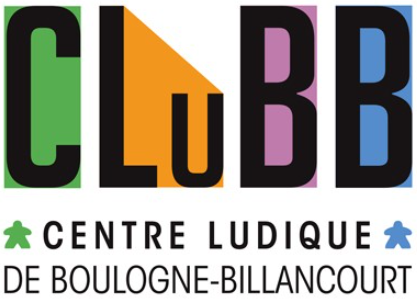
Logo du Centre Ludique de Boulogne-Billancourt

Le Centre Ludique de Boulogne-Billancourt, ou CLuBB, est un lieu associatif consacré à la culture et aux pratiques ludiques. Le jeu de société est considéré comme un patrimoine et un sujet de recherche.

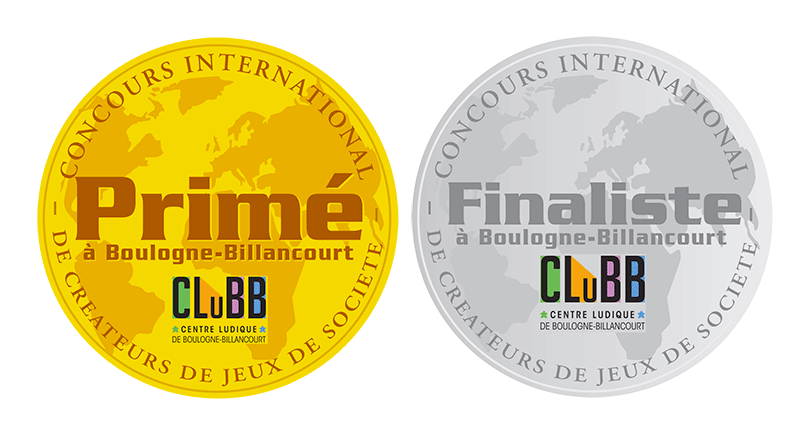
Logos du Concours international de créateurs de jeux de société de Boulogne-Billancourt, primé et finaliste

Le Centre Ludique de Boulogne-Billancourt regroupe trois composantes : la ludothèque de Boulogne-Billancourt, le Concours international des créateurs de jeux de société de Boulogne-Billancourt et le Fonds patrimonial du jeu de société. Le concours se dispute une fois par an depuis 1977.

### Université Sorbonne-Paris-Nord à Villetaneuse
Le Fonds patrimonial du jeu de société est hébergé à l’Université Sorbonne-Paris-Nord à Villetaneuse depuis 2020. Gérant le Fonds patrimonial du jeu de société conjointement avec le Centre Ludique de Boulogne-Billancourt, l'Université Sorbonne-Paris-Nord héberge environ 17 000 jeux de société et 5 000 jeux de rôles et suppléments,.
Le FPJS met en place la création d’un catalogue informatisé à disposition du public, organise des expositions qui se tiennent sur place, la consultation en lignes des œuvres ainsi que la parution de livres et de catalogues, développe la recherche fondamentale sur le jeu de société appelée Boardgame Studies, et poursuit l’enrichissement de sa collection à travers les dons et les achats[source insuffisante]. Cette collection scientifique a pour vocation d’être utilisée par les professionnels du jeu pour leurs recherches sur le jeu de société.
Le FPJS est une structure fédérative de recherche de l'Université Sorbonne-Paris-Nord. Elle mobilise la direction de la recherche, le laboratoire Experice, la bibliothèque universitaire Edgar Morin et le Centre Ludique Boulogne-Billancourt, mettant ainsi en place un fonds documentaire unique sur le jeu de société dans le cadre du projet "Plateformes fédératives de recherches". Le laboratoire en sciences de l'éducation Experice, ou Centre de Recherche Interuniversitaire Expérience Ressources Culturelles Éducation, regroupe en son sein une équipe de chercheur sur le jeu fondée dans les années 1980 par Jacques Henriot et Gilles Brougère[source insuffisante]. La notion d’expérience pour ce laboratoire est vu comme un lieu d’apprentissage qui accompagne différentes pratiques sociales, au rang desquelles le loisir et le jeu[source insuffisante]. C’est dans ce cadre qu’entrent les Boardgame Studies et les recherches sur les jeux et le Fonds patrimonial du jeu de société. Ainsi, l’Université Sorbonne-Paris-Nord propose un Master en Sciences du Jeu[source insuffisante]. La bibliothèque universitaire Edgar Morin, située sur le campus de l’Université et ouverte à tous, couvre le domaine des sciences sociales, dont celles des sciences de l’éducation[source insuffisante]. Deux de leurs collections sont labellisées CollEx, dont celle du Fonds patrimonial du jeu de société. La deuxième est la collection intitulée "Livres au trésor", labellisée en 2018[source insuffisante].

## Composition du fonds

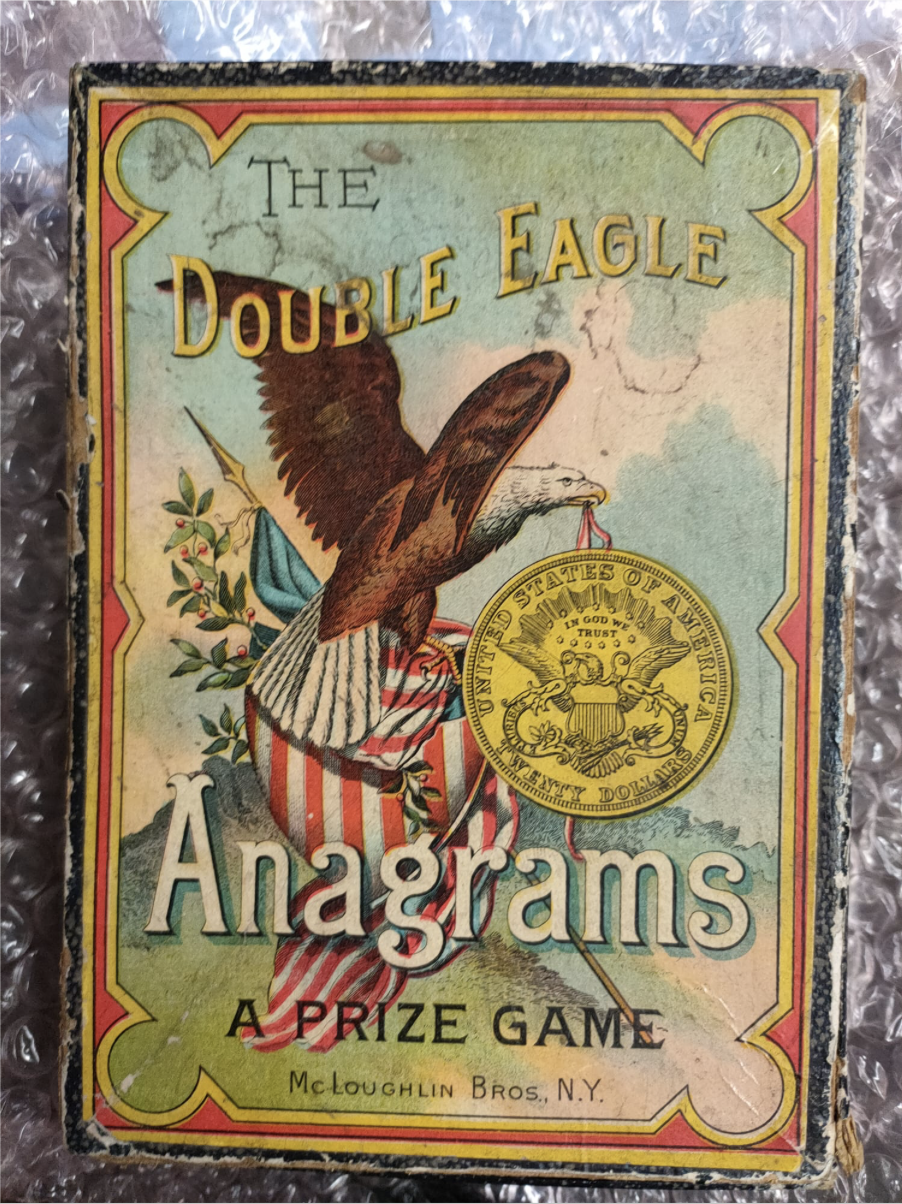
Jeu "Anagrams" (1890)

Le Fonds patrimonial du jeu de société est composé d'une part de deux collections françaises de jeux de société et de rôle datant d'entre les années 1970 et 2010, et de l'autre, de la collection privée de Bruce Whitehill constituée de 4 000 titres produits majoritairement aux États-Unis entre les années 1840 et 1990. C'est un outil pour l'étude des jeux traditionnels et modernes. Ces derniers se distinguent par le développement de nouvelles mécaniques de jeu, matérialités et univers, la reconnaissance des auteurs ainsi que par la complexification des règles entre les années 1960 et 1980.

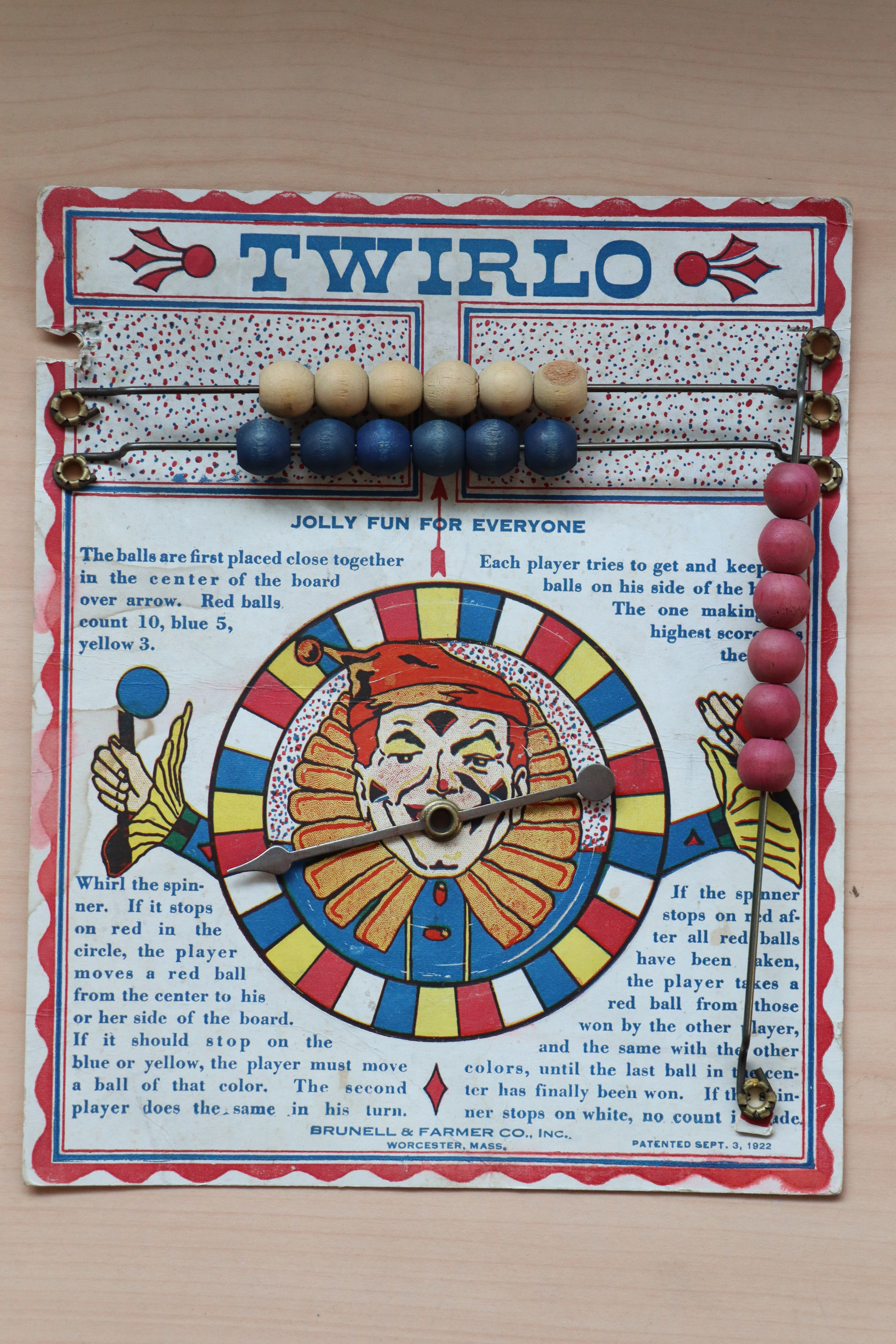
Jeu "Twirlo" (1922)

Le fonds illustre notamment l'évolution matérielle des jeux, au niveau des boîtes, des mentions qui y sont faites (public visé, temps des parties, nombre de joueurs...) et des jeux en eux-mêmes. Ces changements découlent des pratiques d'édition des jeux : de l'autopublication à la standardisation des jeux par de grandes firmes comme Parker Brothers ou Milton Bradley Company (MB) vers les années 1970. Dans le premier cas, des expérimentations sont faites sur les matériaux comme le bois, la pierre ou le métal et ces jeux sont, souvent produits à de petites échelles. Par ailleurs, les décennies 1910 et 1940, marquées par deux conflits mondiaux et une économie de guerre, sont des périodes de baisse de la production des jeux mais aussi, comme l'observe Bruce Whitehill, des ressources allouées aux jeux.
En 2024, sur un échantillon de 3 735 jeux de société, 63 % des jeux sont américains et 37 % européens, notamment français, allemands, anglais et néerlandais datés entre 1845 et 1984. Ces deux ensembles démontrent les échanges entre les deux continents, entre les grandes maisons d'édition de jeux, au développement de franchises exportées mondialement.
Le fonds inclut également des jeux de rôle, à partir d’exemplaires datant des années 1980 jusqu'à nos jours. Des livres-jeux, ou “Livres dont vous êtes le héros”, sont aussi présents dans la collection car considérés comme très proches de la pratique du jeu de rôle. Des accessoires liés à la pratique du jeu de rôle sont aussi présents, comme des photocopies de licences américaines, de feuilles de scores ou de magazines spécialisés issus de la ludothèque de Boulogne-Billancourt dans les années 1980 et 1990.
Une autre trace du passé boulonnais de la collection réside dans les prototypes de jeux présentés au Concours international de créateurs de jeux de la ville.
À ce jour, il n’existe pas de catalogue de ces collections, dont une partie n’est pas encore répertoriée et conservée dans des caisses classées, pour certaines, par thématiques.

### Jeux de rôle
Plusieurs milliers de jeux de rôle figurent dans la collection du Fonds patrimonial du jeu de société de l'Université Sorbonne-Paris-Nord. L’ensemble des jeux de rôles présents dans ce fonds a principalement été nourri par la collection du magazine francophone Casus Belli, acteur de la diffusion du jeu de rôle en France dans les années 1980 et 1990. Le fonds se compose entre autres de la collection du mythique jeu de rôle médiéval et fantastique Donjons et dragons, premier jeu de rôle sur table développé par Gary Gygax et Dave Arneson. Beaucoup de jeux de rôle présents dans ce fonds, comme le jeu Légendes Celtiques, ont été édités par le distributeur français Descartes Éditeur, initialement créé par Peter Watts en 1977 sous le nom de Jeux Descartes. Des jeux de rôle américains comme l’Appel de Cthulhu créé par Sandy Petersen, font également partie de cet ensemble[source secondaire souhaitée].

### Jeux de stratégie
Les jeux de guerre (en anglais wargames) constituent une part importante de la collection[source secondaire souhaitée]. Ces jeux se basent souvent sur des événements historiques réels. Par exemple, le jeu Yom Kippur simule la guerre du Kippour entre Tsahal et les armées syriennes et égyptiennes qui eut lieu en octobre 1973. De nombreux jeux tels que Ranger commandos ou encore le jeu Attack! s’inspirent des deux guerres mondiales. Le jeu de conquête Rome et Carthage imagine un scénario d’affrontements entre Grecs, Romains, Carthaginois et Égyptiens dans un contexte historique antique. Dans cette catégorie, on peut aussi citer le jeu Risk créé par Albert Lamorisse en 1957 et initialement édité par Miro Company.
D’autres jeux stratégiques de cette collection se passent dans un univers plus imaginaire[source secondaire souhaitée]. C’est le cas des jeux édités par Oriflam comme Excalibur ou encore la série de jeux de guerre médiévaux fantastiques Dragon noir publié par Eurogames.
Des jeux de négociation autour d’intrigues économiques, souvent de création américaine, composent aussi la collection. On peut citer[style à revoir] le jeu Diplomatie, le Monopoly ou encore le jeu Crisis. On trouve[style à revoir] également dans la collection des jeux d’économie français, développés depuis années 1980 comme la Course aux titres édité en 1988, jusqu’à des jeux plus récents comme le Watergate édité par Iello en 2020.

### Jeux d’ambiance
Le fonds se compose d’un ensemble important de jeux d’ambiance français depuis les années 1980[source secondaire souhaitée]. Ils permettent à un nombre important de joueurs d'âges différents de jouer ensemble, souvent en équipes.
On peut noter[style à revoir] un ensemble de jeux de vocabulaire et d’expressions françaises comme Pourquoi ? parce que ! édité par Jumbo en 1998, Taboo par Milton Bradley (M. B.), ou encore Alias par Tactic.
Les jeux de mimes, tels que Traits et gestes édité par Habourdin en 1990 ou Défifoo créé par Olivier Finet, sont aussi nombreux. De même, les jeux de dessin ou de modelage sur le principe du Pictionnary comme Patamania édité par Sentosphère en 1998 ou encore Tadaam! un jeu daté de 2010.
Des versions du célèbre jeu de culture générale et de connaissances Trivial Pursuit figurent dans cette catégorie de jeux d’ambiance, ainsi que plusieurs versions du jeu d'enquête Cluedo édité par Hasbro.

### Jeux inspirés de l’audiovisuel
Les jeux français et américains inspirés de séries TV ou du cinéma constituent un ensemble à part entière. Cette catégorie regroupe des jeux inspirés de dessins animés pour enfants tels que Le Voyage de Barbapapa édité par TF1 Games et des jeux inspirés de films célèbres comme Zorro ou Mister Bean.
Des jeux inspirés de jeux vidéo comme World of Warcraft figurent aussi dans la collection.

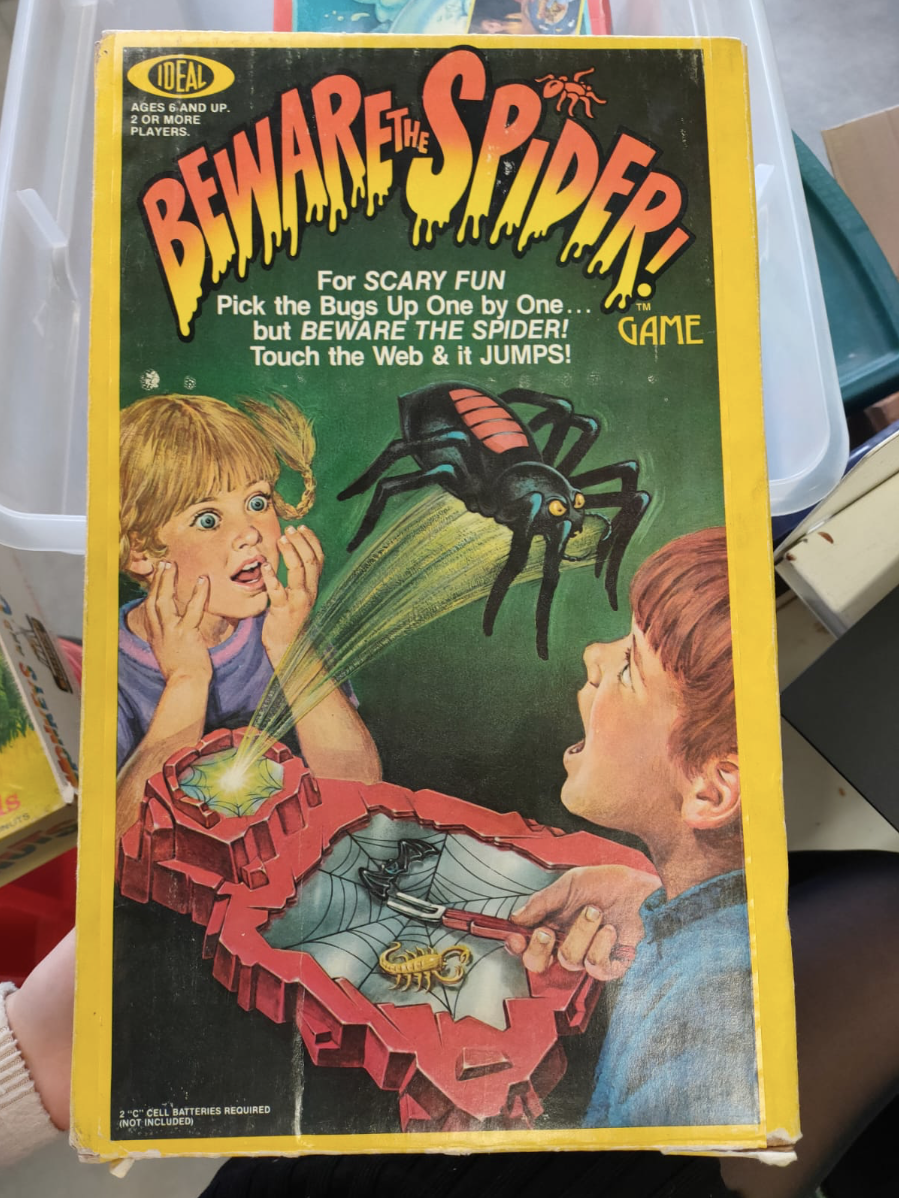
Couvercle du jeu "Beware the Spider"

### Jeux pour enfants

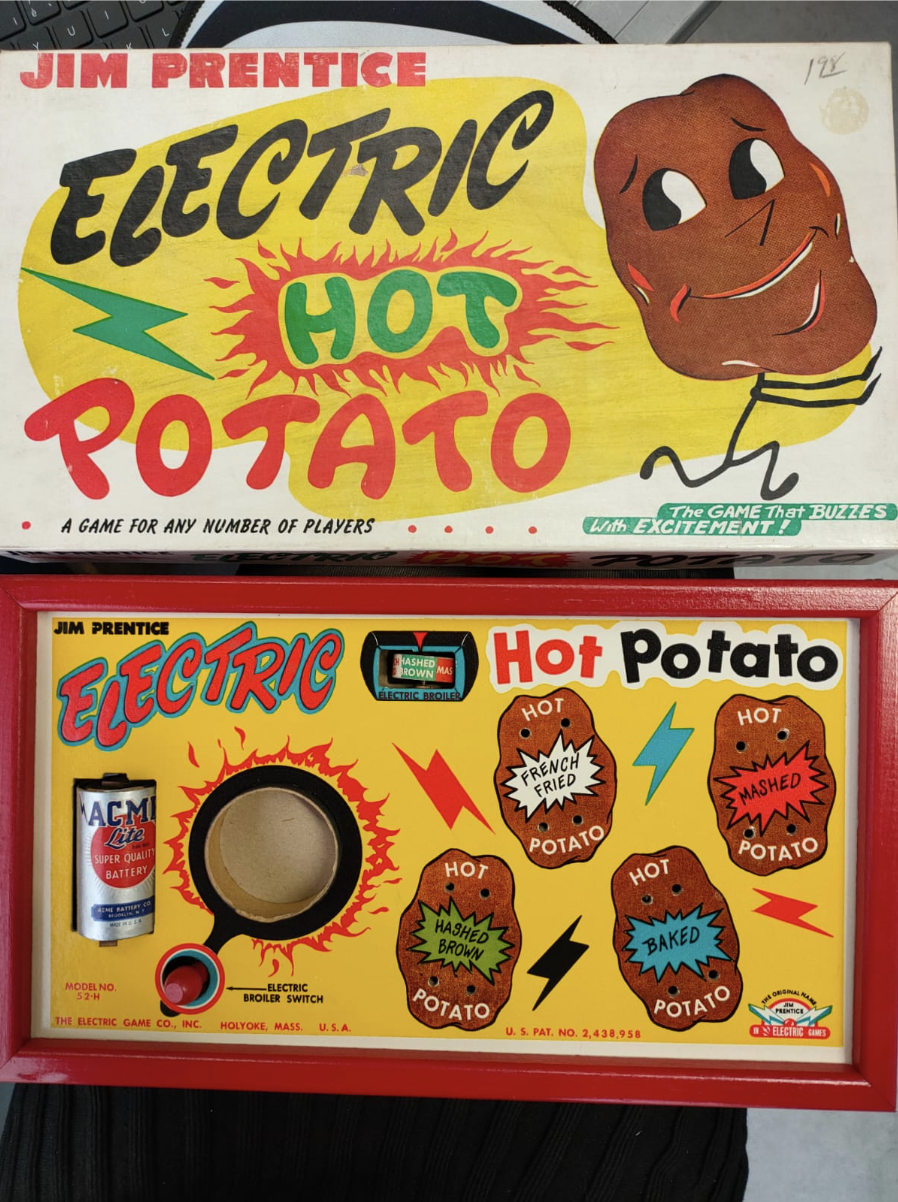
Couvercle du jeu "Electric Hot Potato"

Une catégorie notable de cette collection est celle des jeux pour enfants. Elle comprend notamment des jeux éducatifs américains issus de la collection de Bruce Whitehill. À partir de ces jeux, le collectionneur a dressé une histoire de la fabrication de jeux de société aux États-Unis depuis l’essor industriel du pays dans les années 1860. Le jeu de Ping-Pong, importé par Parker Brothers aux États-Unis en 1902, figure parmi les tout premiers jeux de société de facture américaine. La variété de ces jeux de société américains reflète l’évolution des pratiques ludiques au tournant du XIXe siècle. Les jeux d’Histoire et de géographie, tels que Rambles through our country édité par Schaefer & Weisenbach en 1890, témoignent d’une visée d’abord instructive. La Milton Bradley Compagny domine progressivement le secteur des jeux éducatifs avec des jeux comme Educational Toy Money. Au début du XXe siècle cet acteur majeur de l’édition de jeux de société américains développe ensuite des jeux de divertissements, tels que Championship Baseball. Ce jeu témoigne du goût de l’époque pour la miniaturisation de sports populaires comme le football américain, le golf, le basket-ball et particulièrement le baseball, sous forme ludique. D’autres thématiques nouvelles de jeux de société apparaissent à cette période : des jeux de divination tels que The Magic crystal ball ou encore des jeux d’adresse intégrant des équipements électriques, comme Hit the Target, Pop a Part Satellite Target, ou encore les créations de Jim Prentice, Electric Hot Potato et Beware the Spider™.
Un certain nombre de jeux de divertissement français aux thématiques variées, constituent aussi la collection. On retrouve des jeux olfactifs édités par Sentosphère, des jeux d’humour comme Le Jeu des cancres édité en 1976 par Miro Compagny ou encore des jeux de construction comme le jeu d’équilibre Max le serveur, édité par MB.

### Jeux de cartes
Le fonds possède un large ensemble de jeux de cartes, incluant des jeux de conquête comme le jeu Claim.

### Jeux de dés
La collection se compose également d'un ensemble de jeux de hasard comme le jeu traditionnel du Yahtzee.

### Galerie de jeux

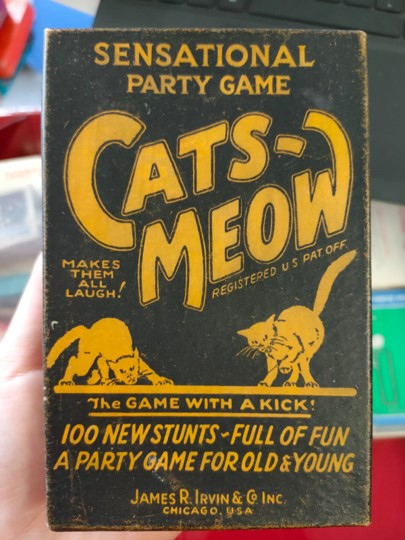
Jeu "Cats-Meow" édité par James R. Irvin & Co. Inc. à Chicago en 1928
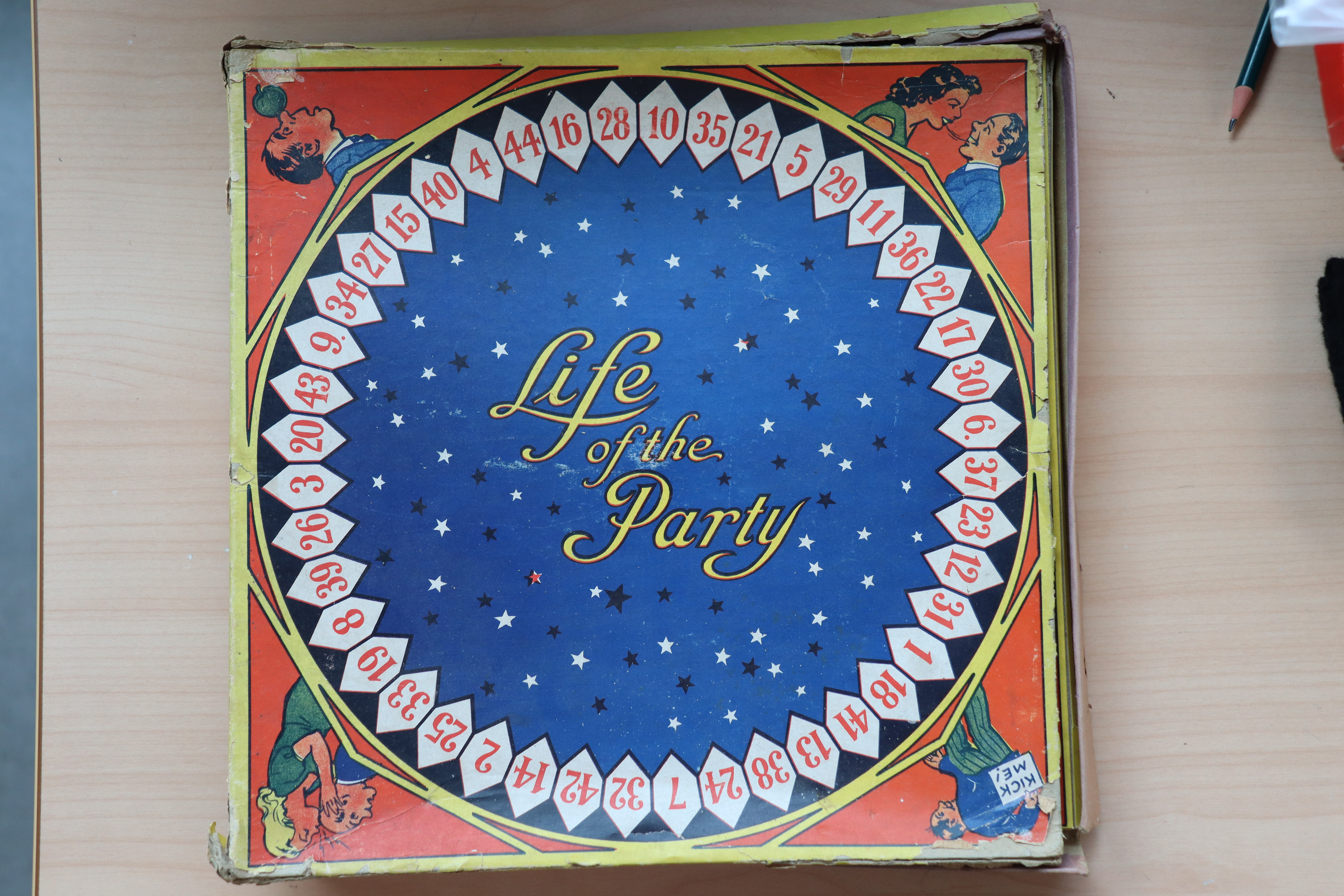
Boîte du jeu "Life of the Party", édité par Rosebud Art & Co aux États-Unis entre 1900 et 1935.
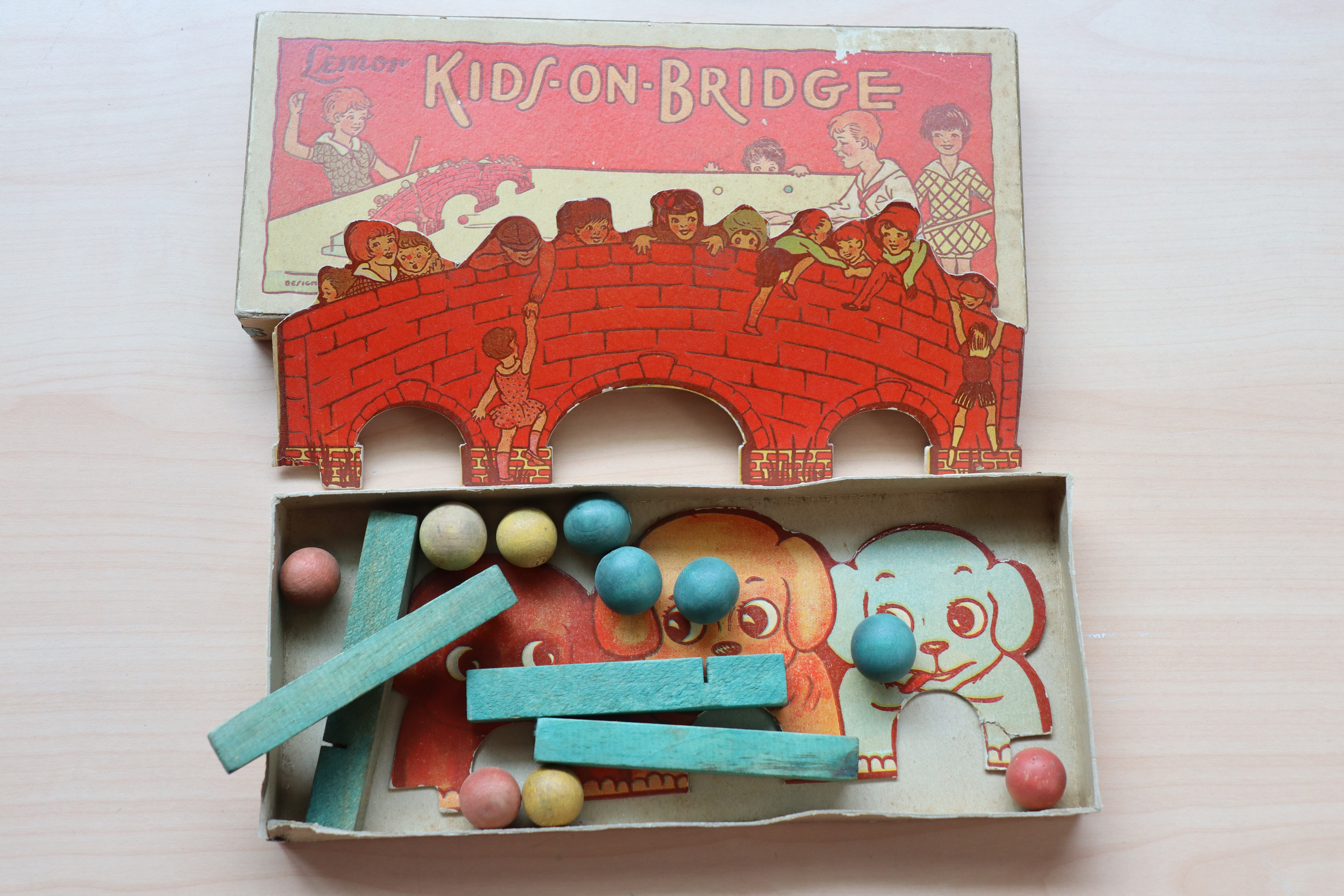
Jeu "Kids on Bridge" édité par Lemor Novelty Co aux États-Unis en 1900.
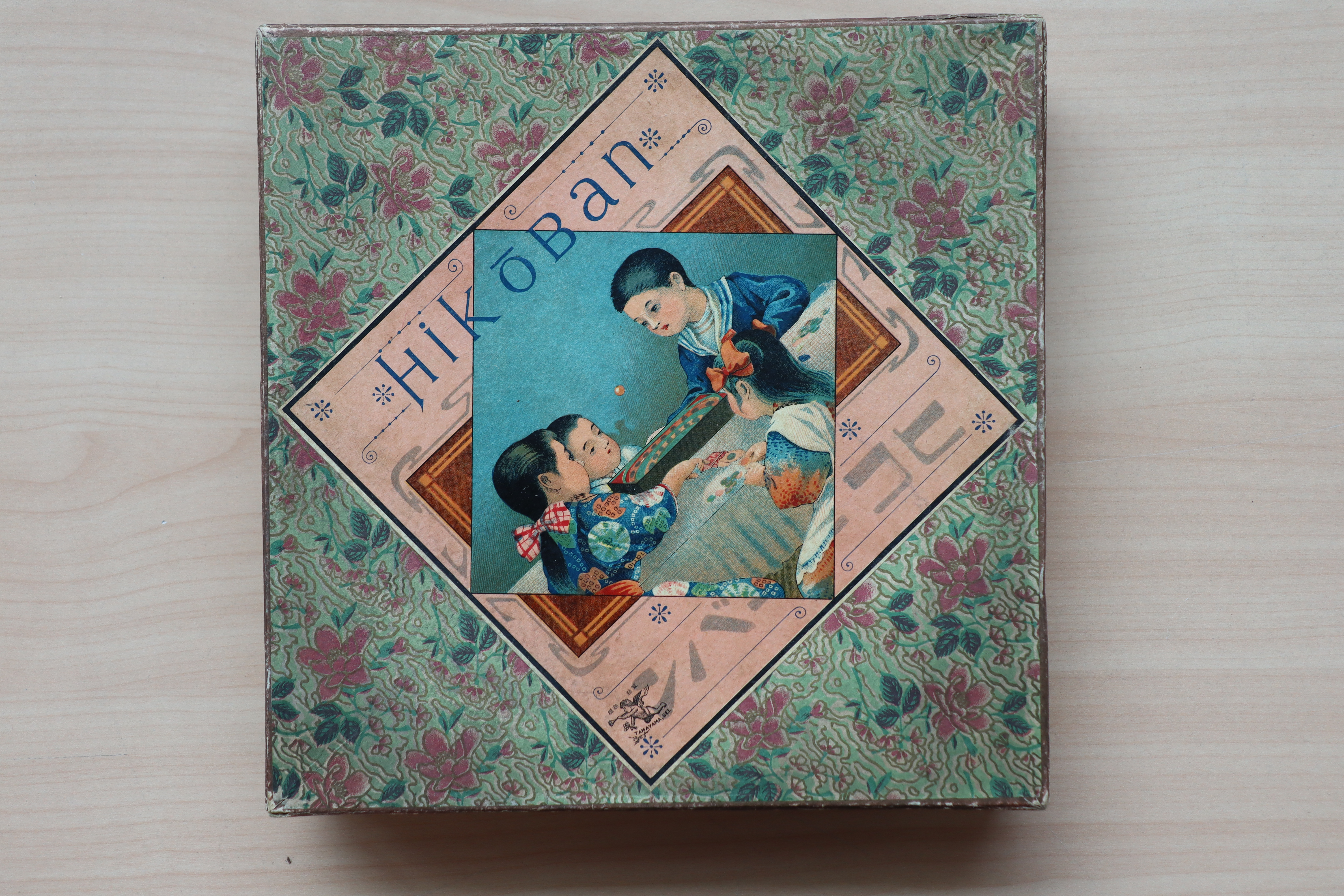
Boîte du jeu "Hikoban" édité par Tanayama aux États-Unis en 1920.
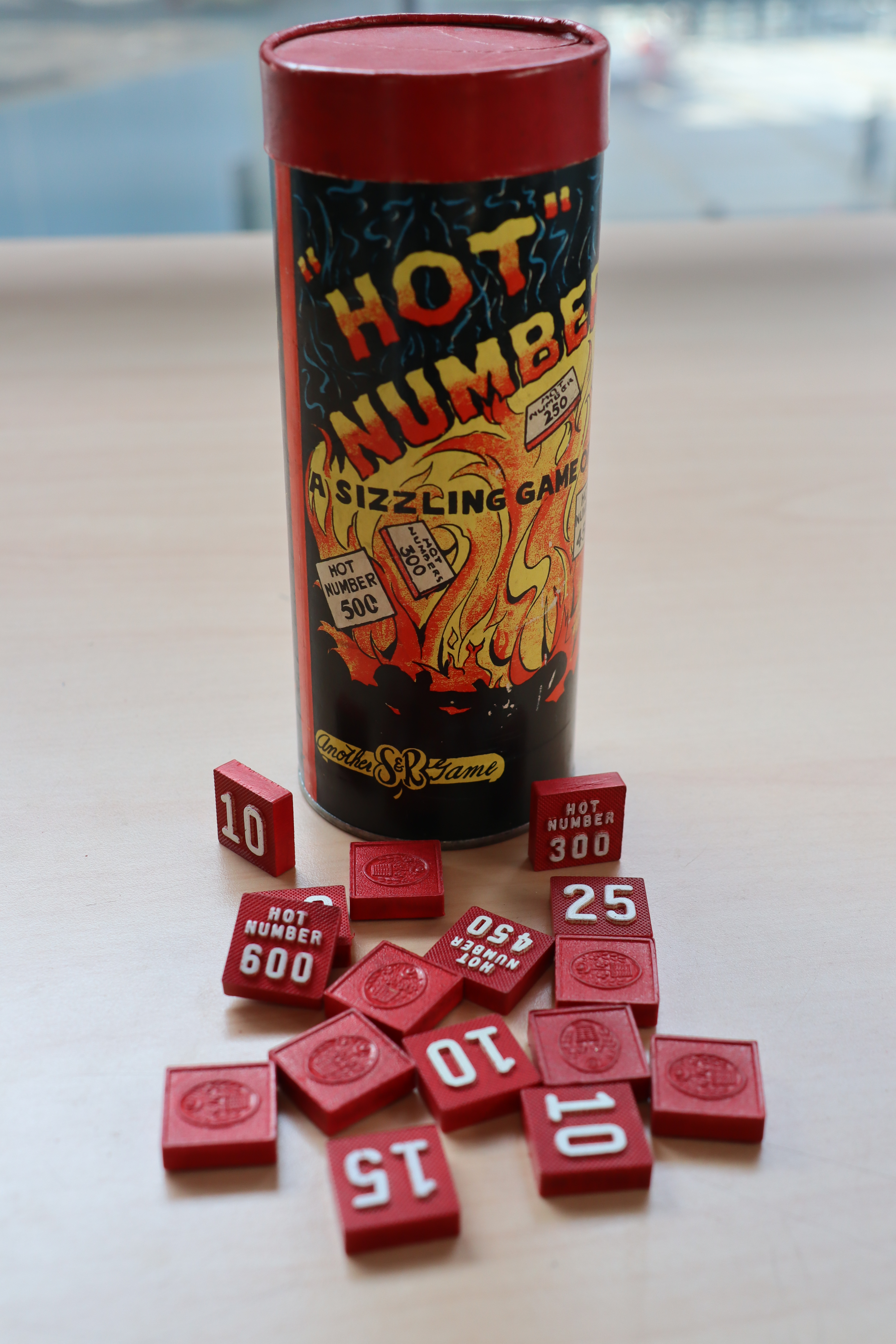
Hot Numbers (1920-1930)
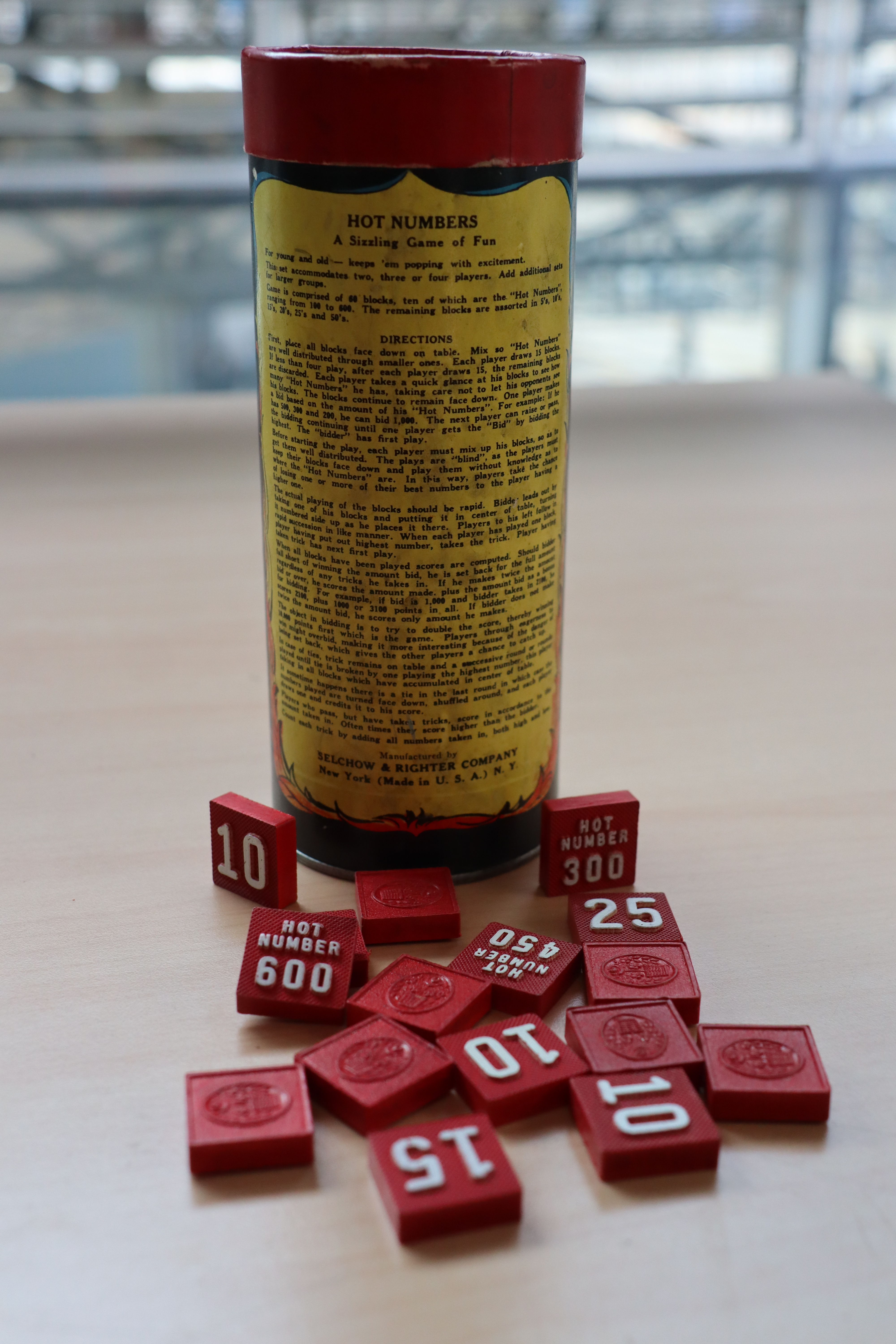
Revers du jeu "Hot Numbers" édité par Selchow & Righter aux États-Unis en 1920.
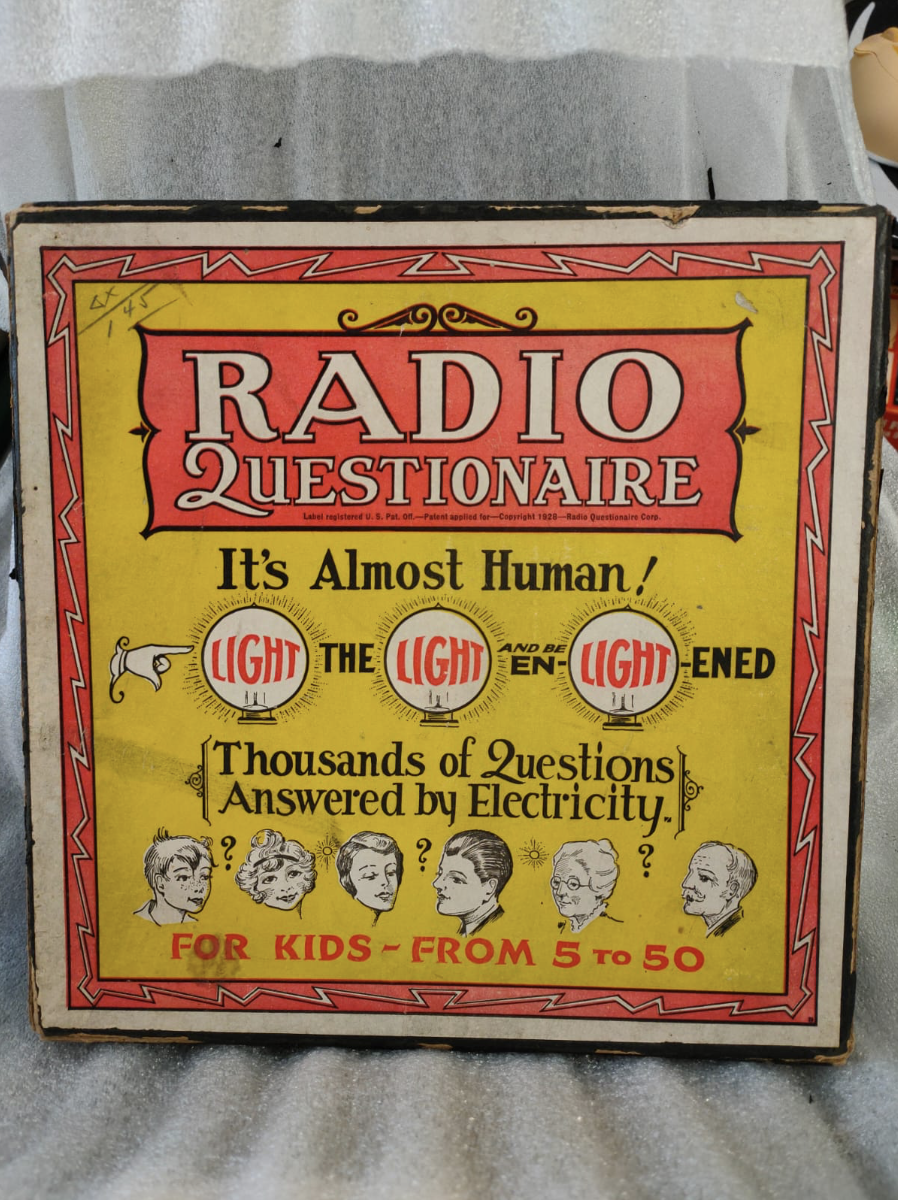
Radio Questionnaire (vers 1940)
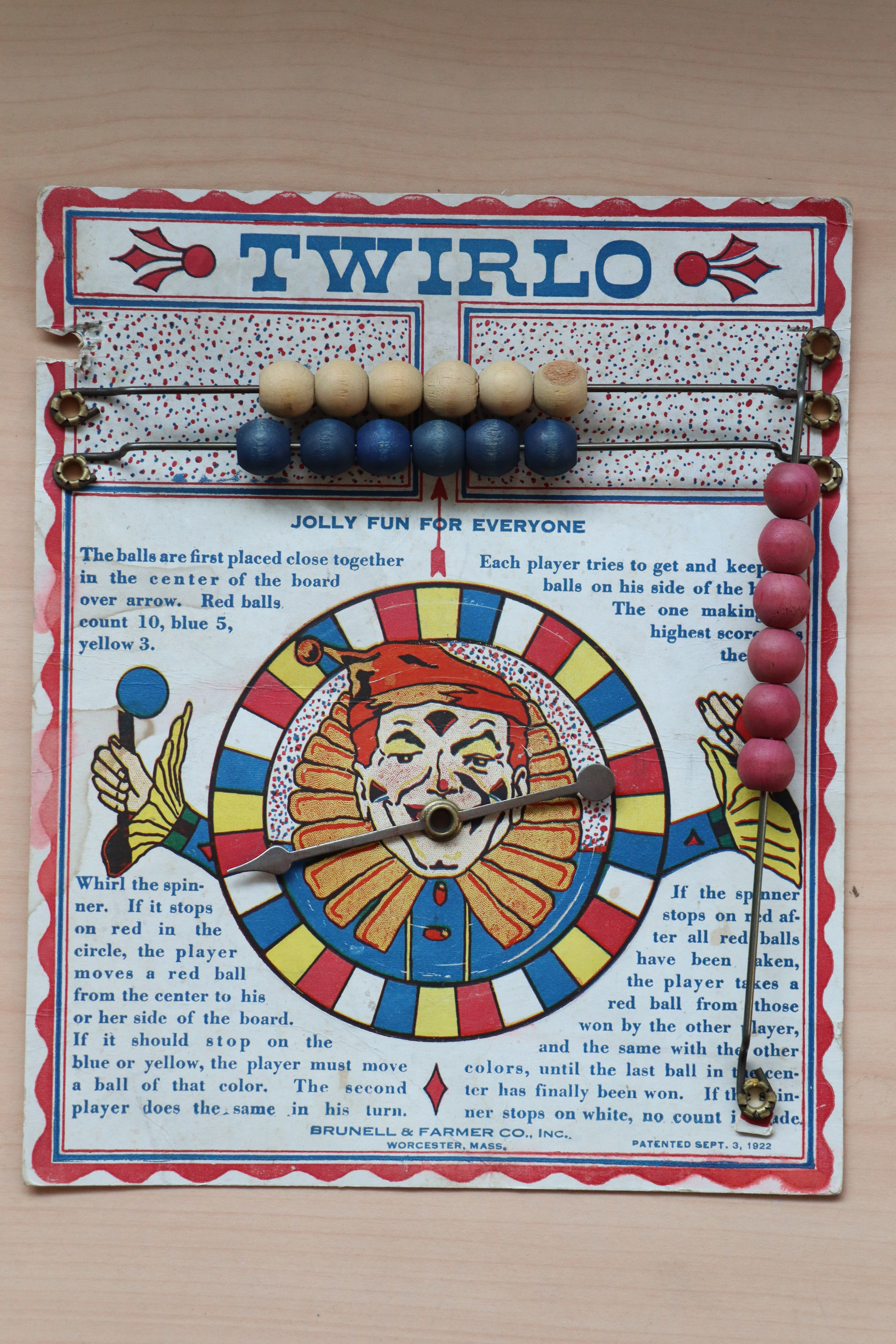
Twirlo (1922)

## Rôles du fonds

### Support pour la recherche
Le fonds est un support pour la recherche sur les jeux de société, notamment au sein du laboratoire de recherche Experice. Une collaboration s'instaure entre le laboratoire, la Bibliothèque universitaire Edgar Morin et le Centre Ludique de Boulogne Billancourt pour créer un fonds documentaire sur le jeu de société à l’Université Sorbonne-Paris-Nord. Ce fonds devient en 2020 le Fonds patrimonial du jeu de société. L'étude du fonds aujourd'hui est menée entre autres par Vincent Berry, maître de conférence à l’Université Sorbonne-Paris-Nord, spécialiste de la sociologie du jeu, des joueurs et de la culture ludique contemporaine.
Le fonds est également utilisé comme outil de recherche par les étudiants dans le cadre du master Sciences de l'éducation parcours Sciences du jeu à l'Université Sorbonne-Paris-Nord.

### Support d'expositions temporaires
Le fonds patrimonial du jeu de société s'adresse parallèlement au grand public à travers des expositions thématiques.
Le fonds a prêté plusieurs œuvres pour l’exposition Magic, Pokémon & Co organisée du 14 décembre 2022 au 13 août 2023 par le Musée Français de la Carte à Jouer à Issy-les-Moulineaux. Elle est consacrée aux jeux de cartes à collectionner à l'occasion du 30e anniversaire du jeu de carte Magic, créé par Richard Garfield. L'exposition montre des jeux, des documents rares et plus de 1 000 cartes à jouer. On y retrouvait des créations d’artistes connus comme Aleksi Briclot, Mitsuhiro Arita ou Magali Villeneuve. Il y avait aussi des œuvres emblématiques comme le puzzle du Millenium de Yu-GI-OH! et les 102 cartes de la première édition française de Pokémon.
Le Fonds patrimonial du jeu de société organise aussi des expositions comme "Dungeons & Dragons. 50 ans d'aventures !"  pour les cinquante ans du jeu, le premier jeu de rôle inventé portant sur l’univers médiéval-fantastique. Le Fonds patrimonial du jeu de société souhaite rendre hommage à ce jeu en mettant en valeur sa collection de jeux de rôle. L’objectif est de mettre en avant des créations esthétiques et ludiques dans le cadre de ce type de jeux.
L'exposition C'est pour les filles ? Les stéréotypes de genre dans l'industrie culturelle est aussi organisée par le Fonds patrimonial du jeu de société du 12 novembre au 28 novembre 2024. Elle présente des œuvres du Fonds patrimonial du jeu de société pour questionner les stéréotypes de genre dans les productions culturelles ludiques. Dans l'exposition, on retrouve donc des produits qui présentent des caractéristiques “féminines”, mais anodins, pour montrer les visions genrées caricaturales que ces produits utilisent. On retrouve aussi dans l'exposition les œuvres ludiques, littéraires et fictionnelles qui se détachent de ces stéréotypes et les combattent.
Le fonds a également organisé l'exposition "Terre du Milieu, Terre de jeux : Tolkien et les mondes ludiques", organisée à la Bibliothèque universitaire Edgar Morin de l’Université Sorbonne Paris Nord grâce à la collaboration entre le FPJS et Livres au Trésor (LAT) entre novembre et décembre 2022. Cette exposition a pour objectif principal de mettre en valeur les jeux de société et de rôle issus du FPJS, en lien avec l’œuvre de J.R.R. Tolkien. Elle coïncide avec la sortie de la série "Les Anneaux de Pouvoir" sur Amazon Prime, comme le précise Olivier Merly, bibliothécaire du FPJS, dans une interview. Parmi les pièces exposées, on trouve des jeux de société comme La Bataille en Terre du Milieu, qui relate les batailles épiques du Seigneur des anneaux, ainsi que des jeux de rôle permettant d'incarner des personnages issus de l'univers de Tolkien, tels que L'Anneau Unique ou le Jeu de rôle des Terres du Milieu. Dans le cadre de cette exposition, une conférence, animée par Anne Besson, professeure de littérature comparée à l’université d’Artois et spécialiste des œuvres de J.R.R. Tolkien, se focalise sur l'influence de Tolkien sur les jeux de société et de rôle, ainsi que sur son impact plus large sur la culture contemporaine. La conférence met ainsi en lumière l'héritage de Tolkien et son influence durable sur les auteurs contemporains de fantasy mais surtout son rôle majeur dans la construction de l'imaginaire collectif du genre littéraire de la fantasy.

### Mise en valeur à travers des collaborations

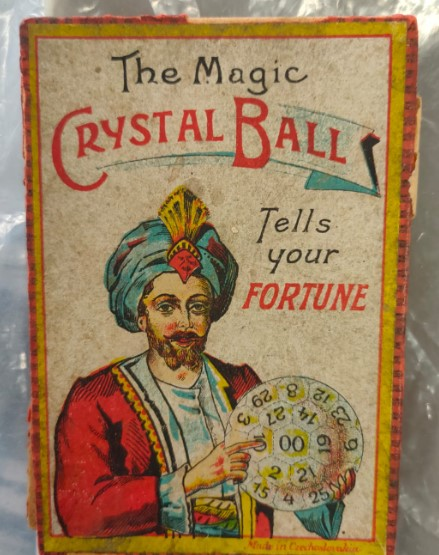
The Magic Crystal Ball, Jeu de société, fin XIXE s, FPJS

Une première collaboration a été réalisée avec Proxi-Jeux à travers la production d'un podcast publié le 29 juin 2022 sur le site spécialisé Ludovox, consacré aux jeux de rôle et de société. Il plonge l’auditeur dans l’univers du FPJS de l’Université Sorbonne-Paris-Nord. Ce dernier est présenté par des chargés de ressources documentaires. Le fonds, regroupait alors à cette époque, plus de 5 000 jeux de rôle, 12 000 jeux de société, ainsi que des magazines et des revues spécialisées. L’objectif du podcast est de guider l’auditeur à travers les réserves de la collection, afin de mettre en lumière son importance pour le public spécialisé de Proxi-Jeux, qui collabore avec le site Ludovox, une plateforme consacrée aux jeux de société et de rôle depuis 2014. Parmi les trésors de la collection, le podcast présente des jeux de rôle très connus tels que Pendragon et Cyberpunk, mais aussi des jeux de société plus de niche, comme Space Hulk, ainsi que des sélections thématiques, telles que les "Girls’ Games" et des jeux adaptés à la littérature jeunesse. Le podcast met également en lumière dans sa dernière partie les différents acteurs impliqués dans la gestion du FPJS et leurs missions : préservation des œuvres, à travers un inventaire minutieux, catalogage rigoureux et politique d’acquisition ciblée.

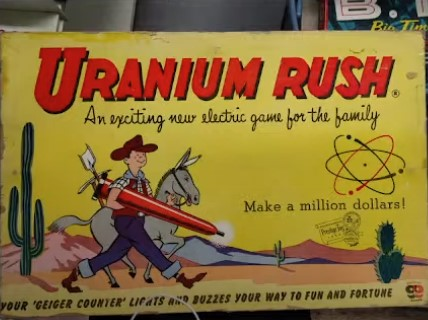
Uranium Rush, Jeu de société, États Unis, 1960, FPJS

Deux ans plus tard, le 7 juin 2024, Olivier Merly participe à l’événement Nice Fictions pour célébrer les 50 ans du jeu de rôle en présentant le FPJS pour l'occasion. Cet événement annuel, organisé par l’association Nice Fictions est consacré aux genres de l’imaginaire et inclut expositions, conférences et rencontres artistiques. Lors de sa présentation, Olivier Merly dévoile des pièces emblématiques, telles que la première boîte de Donjons et Dragons édité par TSR et le jeu historique de la fin du XIXe siècle The Magic Crystal Ball. Il illustre la diversité thématique de la collection avec, comme exemple, un jeu de société des années 1960 célébrant l’atome intitulé Uranium Rush. Olivier Merly développe également dans cette conférence les objectifs clefs du FPJS : préserver, médiatiser et documenter les jeux pour la recherche et le public. Il souligne également les avancées du FPJS comme l’ajout de jeux Tric Trac au fonds et le projet de catalogage universitaire, visant à faire des jeux de rôle et de société des objets patrimoniaux accessibles et valorisés par chercheurs et étudiants.

### Mise en valeur des auteurs et illustrateurs
Le FPJS est un objet de recherche pour les professionnels du jeu s’intéressant notamment au patrimoine ludique sous l’angle de l’autorialité. De nombreux salons permettent en effet la rencontre des passionnés et des auteurs (Festival International des Jeux de Cannes, OctoGônes à Lyon…), mais contrairement à d’autres domaines culturels, les concepteurs, auteurs et illustrateurs de jeux de société ne disposent pas d’une grande reconnaissance en dehors de la sphère amatrice, très vivante. Cette dernière est détentrice de savoirs importants à la fois sur les univers créés et sur l’histoire des jeux. Particulièrement actifs, certains se professionnalisent et deviennent alors chercheurs, ludothécaires ou auteurs de jeux. C’est par exemple le cas de Bruno Cathala, qui écrit sur son site internet : “le joueur que je n’ai jamais cessé d’être depuis l’enfance s’est peu à peu laissé aller à l’envie de création ludique” 
Au FPJS, les personnes travaillant avec le fond sont également des pratiquants du jeu. Cela témoigne de la porosité des frontières entre sphères amatrices, autoriales et professionnelles. Enfin, le FPJS est un objet d’étude important pour l’autorialité des jeux car il présente le passage, sur 200 ans, d’une production autonome considérée comme un phénomène de niche à l'apparition de grandes sociétés de production dstinées à leur édition, selon Vincent Berry et Annie Xiang.  
Le FPJS permet ainsi, dans une certaine mesure, la reconnaissance des auteurs de jeux de société par la patrimonialisation de leurs œuvres et accroît leur statut de créateurs. Michel Lalet, auteur de jeux de société (Abalone, Offboard…), a consacré en 2018 un livre à cette question de l’autorialité : son ouvrage se veut être un “manifeste pour la reconnaissance du jeu comme objet culturel et la défense du statut de ses auteurs”. C’est ce même objectif qui est poursuivi par la constitution du FPJS en tant qu’objet de recherche. Son insertion au sein de l’Université Sorbonne-Paris-Nord permet par ailleurs un dialogue resserré entre le fonds et la recherche du master Sciences du jeu.
Ce fonds permet de mettre en valeur les productions phares de maisons d’édition, auteurs et illustrateurs qui devinrent de réels jalons du jeu de société, tout conservant au même titre des jeux plus rares. L'enjeu principal de la constitution du fonds est donc la patrimonialisation de ces jeux de société.

#### Société des Auteurs de Jeux
Les auteurs et autrices de jeux de société se sont fédérés en 2017, lors du festival des Jeux de Cannes, au sein de la Société des Auteurs de Jeux afin de faire valoir leurs droits et de permettre une reconnaissance culturelle des jeux de société. Leur souhait premier est que le montant des droits d’auteur soit ferme et non variable selon les volumes de production, les éditeurs, ou encore la notoriété de l’auteur. Le droit d’auteur de jeu de société est compliqué à faire valoir car le corpus de règles d'un jeu est considéré comme une suite d'instructions, abstraites, et à ce titre ne peut bénéficier de la protection du droit d'auteur au vu du droit français : 
« Les auteurs de jeux de société peuvent prétendre au bénéfice des dispositions de l'article 93-1 quater du code général des impôts à la condition d'établir qu'ils ont fait œuvre d'écrivain, c'est-à-dire rédigé un texte caractérisé par une originalité particulière, un style et une certaine complexité. Si cette qualité ne peut être reconnue aux auteurs de jeux qui, en dehors des éléments physiques, élaborent des textes présentés comme une succession d'instructions, elle est susceptible de s'appliquer à ceux qui, par l'importance et la richesse des éléments de contexte annexés à la règle ou par l'existence d'un scénario, donnent à leur création le caractère d'une œuvre écrite originale.» 
L’évolution du marché du jeu de société et la professionnalisation du milieu ont également contribué à la création de la SAJ, afin de permettre de résoudre collectivement les problèmes soulevés par cette transformation du métier. La SAJ a par exemple publié un guide permettant d’aider les auteurs à déclarer leurs droits (en l’absence de statut légal officiel pour les auteurs de jeux de société), ainsi qu’un guide de négociation de contrats en cas de proposition d’édition. Bruno Faidutti constate notamment l’évolution de l’industrie du jeu de société depuis le début des années 2000 : 
“Les choses ont changé. Le marché du jeu de société a explosé, la qualité des jeux publiés a également augmenté. L’édition, la distribution, la fabrication, l’illustration, la critique et bien sûr la création, toute la filière s’est professionnalisée. Cette évolution, que j’ai vécue avec une certaine réticence puisque j’ai attendu ma retraite de l’éducation nationale pour faire de la création ludique mon activité principale, peut justifier que l’on ne devienne plus toujours auteur de jeux comme c’était le cas il y a quarante, ou même il y a seulement vingt ans. Cette professionnalisation de notre activité rendrait plus difficile l’apprentissage sur le tas et justifierait donc l’apparition d’une sorte de formation professionnelle."

#### Grands auteurs et illustrateurs

##### Auteurs
La mention d’un auteur ou d’une autrice de jeu n’a pas toujours été chose courante et la proportion de personnes mentionnées dépend également de l'environnement culturel dans lequel le jeu a été édité. Ainsi, Vincent Berry et Annie Xiang, à partir d’une étude du FPJS, ont démontré qu'en 1972 par exemple plus de 60% des jeux européens mentionnaient leurs créateurs tandis que ce chiffre descendait à 30% pour les jeux américains. Désormais, la mention des créateurs d’un jeu est une pratique plus répandue. Ainsi, les collections du FPJS représentent un large échantillon de la production de l’industrie du jeu de société, au sein duquel ressortent les ludographies de certains auteurs. À part certaines figures reconnues, peu d’auteurs de jeu de plateau vivent aujourd’hui de leur profession. Parmi les auteurs français reconnus peuvent être cités Bruno Faidutti, Antoine Bauza, Théo Rivière, Serge Laget, Laurent Escoffier et Jean-Louis Roubira.
Si leur présence au sein du FPJS légitimise leur reconnaissance en tant qu’auteurs, certaines figures sont également célébrées par les amateurs et sont les récepteurs d’éloges de la part du grand public. C’est par exemple le cas de Klaus Teuber, créateur des Colons de Catane, qui a reçu de nombreux éloges lors de son décès et fut reconnu comme l’une des figures importantes du jeu de société moderne.La diversité du FPJS permet également d’aborder la question des auteurs de jeux de rôle. Parmi les auteurs mis en lumière au sein de ces collections se trouvent :
- Gary Gygax et Dave Arneson : Donjons et Dragons
- Ken St. Andre : Tunnels & Trolls
- Mike Pondsmith : Cyberpunk et Château Falkenstein
- Jean-Luc Bizien : Hurlements et Chimères
- Didier Guiserix : Mega
- Mark Rein-Hagen : Vampire : La Mascarade et tous les jeux estampillés Monde des Ténèbres

##### Illustrateurs
Les illustrateurs de jeux sont majoritairement indépendants, ce qui leur permettent de graviter au sein de l’univers des jeux en illustrant aussi bien jeux de rôle, jeux de plateau, et jeux de cartes à collectionner. Pour ce qui est de l’illustration des jeux, l'article 3.1., 2 de la Convention Benelux en matière de propriété intellectuelle définit : « Est considéré comme dessin ou modèle l'aspect d'un produit ou d'une partie de produit ». L’identité visuelle est prépondérante pour un jeu. Laurence Joly, ancienne directrice de l’Observatoire de la propriété intellectuelle, déclare qu’il y a contrefaçon si les deux jeux ont un aspect similaire mais des règles différentes. L’aspect visuel (forme) prime sur le contenu (fond). Les dessinateurs et graphistes, tout comme les auteurs de jeux, cèdent leurs créations intellectuelles à l'éditeur. La plupart du temps l'auteur des règles et l'illustrateur du graphisme/matériel de jeu ne se rencontrent pas lors de la création du jeu.
Certains auteurs ont marqué le monde ludique de leur empreinte visuelle:  
- L’illustratrice française Magali Villeneuve a réalisé de nombreuses images pour les différentes licences de la compagnie Fantasy Flight Games[45], ainsi que de nombreuses illustrations pour le jeu Magic : The Gathering dont le FPJS conserve un échantillon de cartes.
- Miguel Coimbra, illustrateur et graphiste, a notamment acquis une forte réputation dans le domaine de l’illustration du jeu de plateau après le grand succès des jeux 7 Wonders (et ses extensions) et Smallworld[46].
- Vincent Dutrait, illustrateur indépendant, a notamment contribué à l’illustration de plus de 35 jeux, dont Duel pour la Terre du Milieu.

Certains illustrateurs de métiers s’invitent également dans le monde du jeu pour réinterpréter des jeux de cartes ou collaborer avec des auteurs de jeu pour proposer une nouvelle création. Benjamin Lacombe a par exemple illustré des cartes à jouer en 2021 et Franck Dion a participé à l’extension Daydream de Dixit en 2014 ainsi qu’à la création de Mare Nostrum.

#### Parité
La consultation des jeux conservés au sein du FPJS permet de constater l’absence totale de parité au sein des auteurs de jeux de plateau et de jeux de rôle. Cela se reflète également dans les récompenses décernées aux auteurs de jeux : depuis 1999, pour 103 hommes récompensés, seules 5 autrices ont été distinguées au Spiel des Jahres, phénomène que l’on constate également parmi les jeux récompensés à l’As d’Or de Cannes.
La maison d’édition de jeux de société Helvetiq constate notamment que moins de 10% des propositions de jeux reçues sont soumises par des femmes. Cette sous-représentation des femmes en tant qu’autrices de jeux de société est à mettre en lien avec la sous-représentation des femmes en tant que protagonistes de ces mêmes jeux : Virginie Tacq, game designeuse et fondatrice de Ludilab, constate notamment qu’au-delà d’une absence de parité parmi les personnages de jeux, les stéréotypes dominent majoritairement au sein de l’écriture des personnages féminins.
Les personnages féminins de jeux opposent en effet principalement les “jeunes femmes [...] sexualisées” aux femmes plus âgées, non sexualisées. Certains jeux, tels que One Deck Dungeon, Baf, ou encore Boreal (au sein duquel les joueurs incarnent des exploratrices) prennent le contrepied de ces stéréotypes. Le nombre réduit d’autrices de jeux de société contribue ainsi en partie à la sous-représentation féminine au sein des protagonistes de jeux. Des initiatives dans le monde associatif et de la recherche émergent avec Games in Lab qui a organisé une présentation des travaux de Darinka Rabu sur les représentations du genre dans les illustrations des boîtes de jeux de société le 18 avril 2024. Son étude, menée en 2022 sur 670 jeux de société a révélé que les personnages masculins sont presque deux fois plus représentés que leurs homologues féminins, avec 64% d’hommes pour 36% de femmes. L’étude montre également que les personnages féminins occupent le plus souvent un rôle subalterne.
L’ouverture du FPJS aux chercheurs du monde des “Boardgame Studies” permettrait ainsi de contribuer à cette mise en valeur récente du travail des femmes autrices de jeux, afin d’alimenter la participation croissante de ces dernières à l’industrie du jeu de plateau et du jeu de rôle.

## Labellisation du fonds
Le Fonds patrimonial du jeu de société, constituant originellement la collection du Centre National du Jeu, obtient en 2022 la reconnaissance du label CollEx-Persée.
L’apposition d’un label permet de différencier un produit, une entreprise, ou un service d’un autre. Il s’agit d’une marque de confiance, souvent représentée sous la forme d’un logo, et certifie la qualité du produit, entreprise, ou service, sur différents aspects comme ceux techniques, artistiques, environnementaux, éthiques, technologiques ou culinaires.
La marque du label sert l’intérêt général car elle se destine principalement aux publics ou aux consommateurs. Le label étant encadré juridiquement, il est forcément rythmé par un cahier des charges, établi de façon impartiale et la plus objective possible. Ce cahier des charges définit des exigences élevées, permettant à l’entité qui les remplit de mériter l’apposition labellisée.
Le label, en plus de garantir une pratique qui se doit de respecter ses engagements de manière transparente, confère au produit, à l’entreprise ou au service qu’il pare une autre gratification : la valorisation de sa pratique perçue comme vertueuse. Cela aura pour effet d’influencer les acteurs d’un même champ d’activité à s’inspirer des mêmes modes d’action que l'acteur labellisé, comme un modèle à suivre.
En 2022, c’est le label CollEx-Persée qui est venu s’apposer sur le Fonds patrimonial du jeu de société. Il s’agit d’un label formé de deux entités qui s’associent.
D’abord CollEx constitue l’abréviation de « collections d’excellence », un label décerné aux collections à l’aspect original, spécifique et largement documenté, afin de les mettre en lumière auprès d’acteurs présents dans le domaine de la recherche. Ensuite, l’unité d’appui et de recherche Persée vient s’accoler à ce label. Cette base de données se donne la mission principale de valoriser le patrimoine documentaire tout en s’assurant de le diffuser et de le préserver. Persée constitue une référence scientifique en tant que source fiable pour des chercheurs et chercheuses de domaines divers.
Alors, Persée s’associe avec le dispositif CollEx en 2017, afin de renouveler le réseau des CADIST (centres d’acquisition et de diffusion de l’information scientifique et technique), plaçant la numérisation au centre de leur politique de pilotage. Plus largement, le label CollEx-Persée prend la forme d’un groupement d’intérêt scientifique et réunit de nombreux acteurs : 21 établissements de recherche, des opérateurs nationaux comme l’Agence bibliographique de l’enseignement supérieur, la Bibliothèque nationale de France, et plus d’une centaine de structures ayant reçu le label de collections d’excellence. La création de ce groupement d’intérêt scientifique, faisant collaborer des institutions et structures entre elles, consiste en la valorisation de collections, et donc de matériel documentaire, dont l’ampleur et le caractère exceptionnel méritent un référencement optimal. L’intérêt pour la recherche que représente le Fonds patrimonial du jeu de société est donc reconnu au sein du paysage scientifique institutionnel.
Enfin, avant même la distinction du Fonds patrimonial du jeu de société, L’Université Sorbonne-Paris-Nord voyait déjà son fonds Livres au trésor recevoir la labellisation CollEx pour la recherche en 2018. Livres au trésor, collection donnée par la Ville de Bobigny en 2013 regroupe plus de 58 000 documents liés à la littérature jeunesse, constituant un support matériel efficace pour la recherche autour de l’éducation, et pour les métiers du livre et de l’enfance. Alors, l’université, en co-gérant et en hébergeant le Fonds patrimonial du jeu de société, voit sa place dans le domaine de la recherche à propos de la production d’industries culturelles largement consolidée.

## Mises en valeur
En définitive, le Fonds patrimonial du jeu de société s’inscrit indéniablement dans le monde de la recherche et occupe une place dans le réseau des bibliothèques universitaires. Le Fonds patrimonial du jeu de société participe à l’évolution des sciences du jeu, par son lien avec l’Université Sorbonne-Paris-Nord. La bibliothèque universitaire Edgar Morin permet alors de préserver et valoriser ce patrimoine. La communication autour de l’importance de la bibliothèque semble alors indispensable, proposant des services adaptés. L’Université Sorbonne-Paris-Nord est engagée dans une démarche de science ouverte, permettant un accès ouvert aux ressources, incluant ainsi le Fonds patrimonial du jeu de société qu’elle héberge.
Les collaborations avec le laboratoire Experice et d'autres acteurs clefs du secteur du jeu favorisent l'émergence de nouveaux projets de recherche, renforçant ainsi la visibilité de ce domaine. Cette synergie permet alors d’ouvrir de nouvelles perspectives pour la recherche en sciences du jeu.
Le Fonds patrimonial du jeu de société se positionne alors comme lieu de partage et d’innovation, occupant une place centrale au cœur de l’Université Sorbonne-Paris-Nord.
Le Fonds patrimonial du jeu de société ainsi transféré à l'Université Sorbonne-Paris-Nord permet donc de maintenir l'ambition nationale du Fonds patrimonial du jeu de société et de permettre la conservation des jeux. Le statut institutionnel de l'Université apporte une dimension liée à la recherche tout en permettant une bonne conservation des jeux.

### Bibliothèque Edgar Morin

#### Présentation

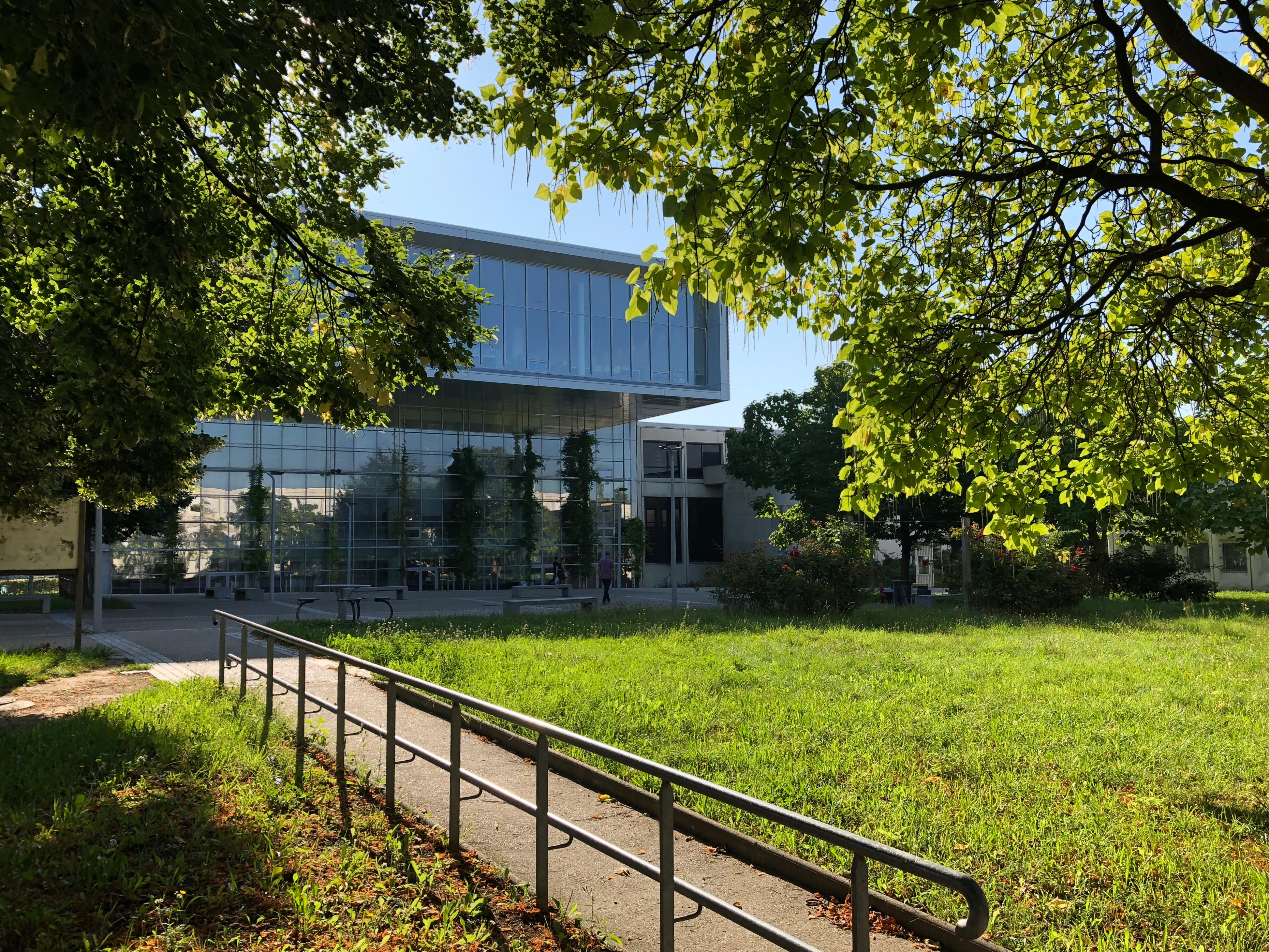
Parvis central du campus de Villetaneuse de l'université Paris 13

La bibliothèque Edgar Morin est une bibliothèque universitaire située sur le campus de Villetaneuse. Elle propose de vastes espaces de travail, avec un accès à ses nombreuses collections et ses services personnalisés.

#### Histoire
La bibliothèque Edgar Morin est étroitement liée à l'histoire de la formation en sciences du jeu à l'Université Sorbonne-Paris-Nord. Depuis la création du premier Diplôme d'Études Supérieures Spécialisées en sciences du jeu en 1981, la bibliothèque a accompagné le développement de cette discipline. La création de la bibliothèque Edgar Morin s'inscrit alors dans un contexte participant au développement de l'Université Sorbonne-Paris-Nord, marquée par la création de nouvelles filières et l'augmentation du nombre d'étudiants.

#### Architecture

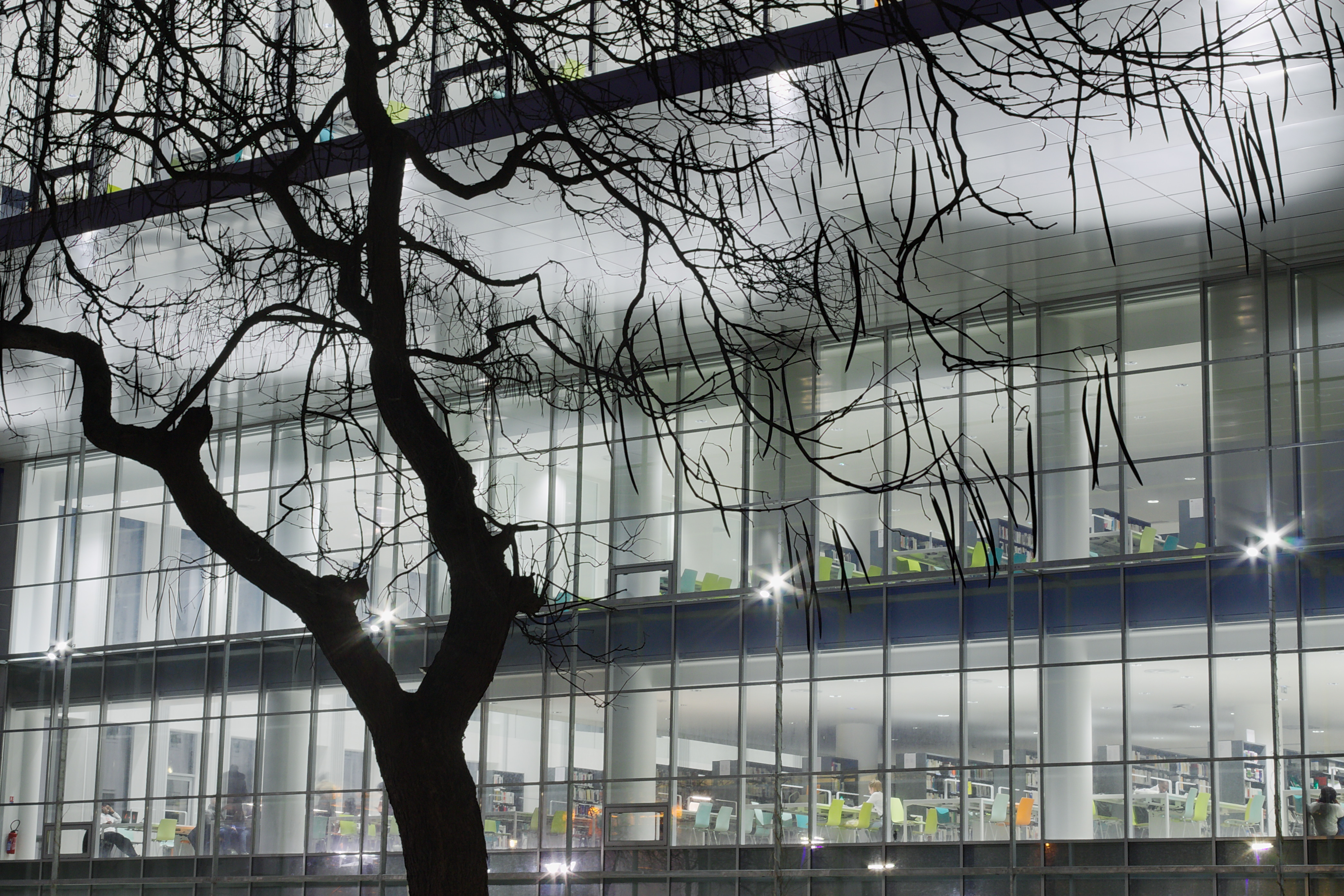
Bibliothèque universitaire Edgar Morin, campus de Villetaneuse

La bibliothèque universitaire de Villetaneuse a été conçue par Bernard Ropa et a été inaugurée en 2018. S'enroulant autour de l'ancienne bibliothèque, ce bâtiment contemporain offre des espaces de travail et de recherche. Le bâtiment est conçu pour privilégier un éclairage naturel des espaces de la bibliothèque. De vastes baies vitrées permettent aux espaces de disposer de lumière naturelle. La conception architecturale inclut un porte-à-faux, une structure en béton et des façades végétalisées.

#### Fonds documentaire
La bibliothèque Edgar Morin abrite un fonds documentaire diversifié, couvrant l'ensemble des disciplines enseignées à l'Université Sorbonne-Paris-Nord. Avec plus de 225 000 ouvrages, 5 600 thèses et mémoires, ainsi qu'une multitude de ressources électroniques, elle propose des ressources documentaires pour tous les niveaux d'études, du premier cycle au doctorat.

#### Services proposés[66]
Des espaces de travail : 900 places assises, 9 salles de travail en groupe, un espace détente, ainsi que des postes informatiques en libre accès.
Un accompagnement personnalisé : la bibliothèque propose des formations à la recherche documentaire et à l'utilisation des bases de données.
Des collections spécialisées : la bibliothèque possède deux collections labellisées CollEx, dont le Fonds patrimonial du jeu de société.
Des services en ligne : un catalogue en ligne, permettant de rechercher des documents, réserver des ouvrages et accéder à des ressources numériques à distance.

#### Science ouverte[67]
La bibliothèque Edgar Morin s'inscrit dans la démarche de science ouverte de l'Université Sorbonne-Paris-Nord, favorisant ainsi l'accès libre aux connaissances et à l'information scientifique. La science ouverte vise à démocratiser l'accès aux connaissances scientifiques, dans une volonté de partage et de transparence.